# AS Ariana
Association Sportive de l’Ariana (arabisch الجمعية الرياضية بأريانة, DMG al-ǧamʿiyya ar-riyāḍiyya bi‑Aryāna), abgekürzt AS Ariana, ist ein tunesischer Fußballverein mit Sitz in Ariana, einem nördlichen Vorort von Tunis. Der Klub wurde in den 1930ern gegründet und spielt in der zweiten Liga des Landes.
In der Saison 1969/70 spielte der Verein einmalig in der höchsten Spielklasse Tunesiens.
Der Mittelfeldspieler Taoufik Belghith, der zu den herausragendsten Spielern der Vereinsgeschichte zählt, überzeugte in dieser Saison mit neun Treffern und zahlreichen Vorlagen und wechselte daraufhin in die Ligue 1 zum AS Monaco.

## Erfolge
- Zweitliga-Meister (1)
  - 1969
- Meister in der dritthöchsten Spielklasse (5)
  - 1964, 1986, 2001, 2004, 2013
- Meister in der vierthöchsten Spielklasse (3)
  - 1960, 1985, 2011

## Persönlichkeiten

### Ehemalige Spieler
- Taoufik Belghith
- Hedi Bayari
- Mehdi Meriah
- Kamel Zaiem
- Yassine Meriah

### Verantwortliche
- Tarak Dhiab (Vereinspräsident 1996–1998)
- Georgi Gyurov (Trainer 1990/91)
- Kamel Chebli (Trainer 1996/97)
- Ali Kaabi (Trainer 1997/98 und 2008/09)
- Hedi Bayari (Trainer 2001/02)
- Faouzi Rouissi (Trainer 2015/16)